# 強風警報システム
強風警報システム（きょうふうけいほうシステム）とは、東日本旅客鉄道株式会社（JR東日本）が開発した強風時の運行への影響を軽減するシステムである。

## 概要
これまで強風に対する列車の運行規制については、1986年に発生した山陰線余部鉄橋列車転落事故を踏まえ、風速25メートル以上で徐行規制、風速30メートル以上で運転中止（規制値は路線によって異なる）とし、規制値を下回り30分経過した時点で安全を確認し、支障がなければ規制を解除する手段を取っていた。しかしこの場合、規制値を超えていた時間は一切考慮せず、一瞬規制値を超えた場合でも規制解除まで30分待つ必要があり、運転再開に時間を要した。
同システムは統計学に基づく独自のアルゴリズム（法則）を用い、観測した風速の変化を元に今後の風速の上限値を3分間隔で予測する。予測される風速か実際に観測された風速のいずれかが規制値を上回ると規制を行い、予測される風速と実際に観測された風速の双方が規制値を下回ると直ちに規制を解除できる。速度規制時間・運転中止時間は約3割削減できるとされる。同システムは現存の観測機器を流用でき、また観測箇所ごとにデータベースを構築する必要がないため低コストで導入できる。一方で突風には構造上対応できないほか、観測した風速の変化状況によってはシステム導入前と規制時間が同じ、または長くなるケースもあり得る。
2005年8月11日に京葉線で初めて導入された後、同年末に発生したJR羽越本線脱線事故を機に強風による輸送障害が発生しやすい区間、路線で導入が進められている。
|          | 従来                                             | 強風警報システム                                       |
| 規制実施 | 観測風速が規制値を超えた段階で規制               | 観測風速か予測風速のどちらかが規制値を超えた段階で規制 |
| 規制解除 | 観測風速が規制値を下回り30分経過した後で安全確認 | 観測風速と予測風速の双方が規制値を下回った後で安全確認 |

## 導入路線

### 関東地方
| 導入路線 | 導入区間                                                | 運用開始日     |
| -------- | ------------------------------------------------------- | -------------- |
| 京葉線   | 潮見 - 舞浜 市川塩浜 - 南船橋 海浜幕張 - 検見川浜       | 2005年8月11日  |
| 武蔵野線 | 北朝霞 - 西浦和 越谷貨物ターミナル - 吉川 三郷 - 南流山 | 2006年12月1日  |
| 宇都宮線 | 栗橋 - 古河                                             | 2006年12月1日  |
| 宇都宮線 | 岡本 - 宝積寺                                           | 2007年12月19日 |
| 常磐線   | 藤代 - 龍ケ崎市                                         | 2006年12月1日  |
| 常磐線   | 神立 - 高浜 岩間 - 友部                                 | 2007年8月1日   |
| 常磐線   | 水戸 - 勝田 東海 - 大甕                                 | 2006年12月26日 |
| 常磐線   | 常陸多賀 - 日立                                         | 2007年12月17日 |
| 成田線   | 佐原駅構内                                              | 2007年11月29日 |
| 鹿島線   | 香取 - 十二橋 延方 - 鹿島神宮                           | 2007年11月29日 |
| 川越線   | 指扇 - 南古谷                                           | 2007年12月19日 |
| 総武本線 | 成東 - 松尾 飯岡 - 倉橋 猿田 - 松岸                     | 2007年12月22日 |
| 外房線   | 上総一ノ宮駅構内                                        | 2007年12月22日 |
| 内房線   | 上総湊 - 浜金谷 太海 - 安房鴨川                         | 2007年12月22日 |

### 東北・信越地方
| 導入路線 | 導入区間                                                                      | 運用開始日     |
| -------- | ----------------------------------------------------------------------------- | -------------- |
| 東北本線 | 藤田 - 貝田 越河 - 白石 岩沼 - 名取 東仙台 - 岩切 松山町 - 小牛田             | 2006年12月1日  |
| 東北本線 | 西平内 - 浅虫温泉                                                             | 2007年12月17日 |
| 常磐線   | 勿来 - 植田 泉 - 湯本 いわき - 草野                                           | 2007年8月1日   |
| 常磐線   | 広野 - 木戸                                                                   | 2006年12月1日  |
| 常磐線   | 木戸 - 竜田 富岡 - 夜ノ森                                                     | 2007年8月1日   |
| 常磐線   | 相馬 - 駒ケ嶺                                                                 | 2006年12月1日  |
| 羽越本線 | あつみ温泉 - 小波渡                                                           | 2006年12月5日  |
| 羽越本線 | 藤島 - 西袋                                                                   | 2007年12月17日 |
| 羽越本線 | 北余目 - 砂越                                                                 | 2006年12月27日 |
| 信越本線 | 直江津 - 黒井 柿崎 - 米山                                                     | 2006年12月5日  |
| 越後線   | 白山 - 新潟                                                                   | 2006年12月5日  |
| 奥羽本線 | 福島 - 庭坂 板谷 - 大沢 米沢 - 置賜 高畠 - 赤湯 北山形 - 羽前千歳 舟形 - 新庄 | 2007年11月1日  |
| 奥羽本線 | 大曲 - 神宮寺 和田 - 秋田                                                     | 2007年11月6日  |
| 奥羽本線 | 鶴形 - 二ツ井                                                                 | 2007年12月17日 |
| 田沢湖線 | 赤渕 - 大地沢信号場 志度内信号場 - 田沢湖                                     | 2007年11月6日  |
| 磐越西線 | 沼上信号場 - 関都 翁島 - 磐梯町                                               | 2007年12月14日 |
| 気仙沼線 | 陸前豊里 - 清水浜                                                             | 2007年12月14日 |